# Hamsiköy, Maçka
Hamsiköy là một xã thuộc huyện Maçka, tỉnh Trabzon, Thổ Nhĩ Kỳ. Dân số thời điểm năm 2011 là 344 người.